# 自由微博
自由微博（英文：FreeWeibo）網站專門蒐集新浪用戶受中華人民共和國網路審查後被刪除的微博內容，在首頁可以看到即時更新的當天被屏蔽的微博內容。該網站創始人為自稱馬丁·約翰遜（Martin Johnson）的神秘人士等3人；據德國之聲報導，他形容自己的「使命」是衝破中華人民共和國網路審查、建立一個自由的互聯網世界，因此建立「自由微博」專門發表被新浪微博、Twitter等大型社交網站刪除的帖子。
自由微博不但可搜尋各種被刪除的微博字串與內容，如「六四」、「昆明PX」等；站方更明言「中華人民共和國公民有言論的自由」，挑戰當局。除此之外，有不少被屏蔽的僅僅是廣告內容、不雅文字等。

## 構想
據美國《石英》雜誌報導，該網站3位創始人之一的查理·史密斯表示，出於對中国大陆的網路審查感到不安，他們3人在2011年建立GreatFire追蹤中国大陆網址，並希望提供一個資源來清楚顯示甚麼東西被封殺。
查理·史密斯指出，雖然大火（GreatFire.org）網站不錯，但它沒有真正幫助普通中国大陆網民，向他們顯示甚麼東西被封殺。所以他們開始建立自由微博，雖然同樣遭封殺，但是人們可以繞開封鎖前往。

## 運作方式
馬丁·約翰遜表示，中国大陆各大網站及新浪微博自己的審查員，必須手動逐一刪除「敏感」內容，無法完全通過自動過濾方式處理。因此許多微博評論在被審查刪除前，會有幾分鐘或幾小時的「空檔」。自由微博就是利用這一「漏洞」，蒐集這些訊息。「查理·史密斯」則表示，他們拷貝每一個新浪微博信息，但是此方式需要巨大的儲存空間。據德國之聲報導，若想在中國進入自由微博的頁面，人們必須通過使用「翻牆」軟體，繞過當局的網路封鎖。

## 目標
據美國《石英》雜誌報導，查理斯·史密斯表示，他們相信將打敗審查系統。他稱將持續施壓中國政府，直到他們放棄網路審查，自由微博才會結束業務。

## 獲獎
2013年，自由微博獲得德國之聲國際博客大賽「最佳技術革新獎」。

## 外部連結
- 官方网站
- 自由微博的X（前Twitter）